# Amomum repoeense
Amomum repoeense là một loài thực vật có hoa trong họ Gừng. Loài này được François Gagnepain mô tả khoa học đầu tiên năm 1906 dựa theo mẫu vật số 625 do Jean Baptiste Louis Pierre thu thập tại Campuchia tháng 5 năm 1870.

## Phân bố
Loài này có ở Campuchia, Lào, Thái Lan, Việt Nam,
Loài ở miền nam tỉnh Vân Nam, Trung Quốc với tên gọi trong Flora of China là 吕氏砂仁  (lã thị sa nhân) có lẽ là Amomum velutinum.

## Mô tả
Cây thân thảo mọc thành cụm cao 50–70 cm, 3-5 thân giả mỗi cụm, có mùi thơm; thân rễ đường kính 0,5–1 cm, màu đỏ đến nâu ánh đỏ; không có rễ cọc; khoảng cách giữa các thân giả khoảng 3–5 cm, vảy từ hình tam giác đến hình tam giác hẹp, dài 0,5–1 cm, màu nâu nhạt, xoắn ốc, như da, có sọc, nhẵn nhụi, đỉnh nhọn. Thân giả với khoảng 3-4 lá mỗi thân giả, hơi phình ra ở gốc, đường kính 1-1,5 cm, màu đỏ sau đó nâu, nhẵn nhụi, mặt ngoài có mắt lưới rõ nét, mặt trong nhẵn, bóng; lưỡi bẹ hình mũi mác, chẻ đôi, dài 2–4 cm, màu nâu nhạt, dạng giấy, mặt ngoài có lông măng, đỉnh nhọn; cuống lá xẻ rãnh, 15-25 x 0,3-0,5 cm, có sọc, nhẵn nhụi; phiến lá thuôn dài đến thuôn dài-elip, 32-45 x 7–12 cm, nhẵn nhụi, gốc thon nhỏ dần, đỉnh hình đuôi ngắn, gân chính nổi rõ bên dưới, gân phụ nổi rõ hoặc chìm xuống.
Cụm hoa phát sinh từ gốc hoặc gần gốc, có 2-3 cụm hoa mỗi thân giả; phần mang hoa hình trứng, 5-7 x 3–5 cm, khoảng 6 hoa mở cùng một lúc; cuống 10-15 x 0,3-0,4 cm, màu nâu ánh đỏ, có sọc, nhẵn nhụi; vảy hình thuyền đến hình mũi mác, dài 1–4 cm, màu hồng sau đó chuyển thành nâu sẫm, như da, có sọc, mặt ngoài có lông măng, đỉnh dạng nắp có cựa ngắn; lá bắc hình trứng đến hình thuyền, 1,5-2,5 x 0,5–1 cm, màu nâu ánh hồng, như da cứng, có sọc, đối diện 2-3 hoa, mặt ngoài có lông măng, đỉnh nhọn, mép có lông rung; lá bắc con mở, hình tam giác rộng, 1,5-2 x 1 cm, màu nâu ánh đỏ, có màng, có sọc, mặt ngoài nhiều lông, đỉnh hình đuôi với cựa dày, mép có lông rung. Đài hoa hình ống, 3 răng, 1,8-2 x 0,4 cm, màu nâu nhạt ánh hồng, có màng, mặt ngoài nhiều lông; ống đài hoa dài 0,8–1 cm; răng dài 0,5 và 1 cm, đỉnh hình đuôi với cựa dài khoảng 0,2 cm, mép có lông rung.
Tràng hoa dài 2,8–3 cm, màu trắng, ống tràng dài 1,3-1,5 cm, như da, mặt ngoài nhiều lông, mặt trong từ nhiều lông đến có lông cứng; các thùy tràng ở bên 1,3-1,5 x 0,7-0,8 cm, có màng, mặt trên nhiều lông, mặt dưới nhẵn nhụi, đỉnh có nắp; thùy tràng trung tâm 1,3-1,5 x 0,8–1 cm, có màng, mặt trên nhiều lông, mặt dưới nhẵn nhụi, đỉnh có nắp với cựa dày; cánh giữa môi dưới có vuốt, chia 3 thùy, 3-4 x 2,3 cm, màu trắng với sọc trung tâm màu vàng viền bởi các chấm đỏ ở giữa và gân rõ ràng tỏa ra tới mép, như da, mặt gần trục nhiều lông, đỉnh thuôn tròn với 3 thùy, mép có màng, gợn sóng, nguyên; nhị lép ở bên hình tam giác, dài 0,2 cm, màu trắng. Chỉ nhị dẹt, dài 0,3 cm, màu trắng, mặt xa trục thô ráp, mặt gần trục nhiều lông; bao phấn thuôn dài, 0,9-1 x 0,3 cm, màu trắng, mặt xa trục nhiều lông; mào bao phấn 3 thùy, màu trắng, thuôn tròn, có màng, nhẵn nhụi. Đầu nhụy hình chén, nhẵn nhụi, đỉnh có lông rung; vòi nhụy có lông; các tuyến trên bầu thuôn dài, dài 0,3 cm, nhẵn nhụi; bầu nhụy 0,5 x 0,3 cm, có rãnh, nhiều lông; noãn tròn, khoảng 15 mỗi ngăn.
Cuống cụm quả 10-20 x 0,3 cm, màu đỏ, nhẵn nhụi; phần mang quả đối diện khoảng 10 quả, gộp nhóm ở đỉnh, kích thước 5-10 x 5 cm; quả hình cầu, đường kính 1–2 cm, màu hồng ánh trắng đến ánh đỏ, có 9 cánh, cánh rộng 0,2 cm, mép thẳng, nhẵn nhụi. Hạt hình cầu, dài 0,3 cm, nhẵn nhụi, khoảng 10-15 mỗi ngăn.